# Cosmo Argento
Cosmo collana di fantascienza (Seria de science-fiction Cosmo), mai cunoscută sub numele de Cosmo Argento datorită culorii argintii a coperților, este o serie de science fiction publicată de Editrice Nord din 1970 până în 2007 într-un total de 340 de volume.
Împreună cu seria Cosmo Oro, a făcut cunoscut pe scară largă științifico-fantasticul în Italia, care în acea vreme era prezent doar prin povestiri și romane foileton în reviste distribuite la chioșcuri. Editrice Nord și-a distribuit volumele în cea mai populară piață de librării din Italia.
Seria a redus substanțial calitatea și frecvența publicării volumelor în anii 2000 și a încetat publicarea cu numărul #340 în februarie 2007 (The Collected Stories of Vernor Vinge de Vernor Vinge).

## Lista de volume
- 1 - Norman Spinrad, La civiltà dei solari (The Solarians, 1966), octombrie 1970, ISBN 88-429-0010-9
- 2 - Brian Earnshaw, Il pianeta nell'occhio del tempo (Planet in the Eye of Time, 1968), noiembrie 1970, ISBN 88-429-0011-7
- 3 - Jeff Sutton, L'atomo stagnante (The Atom Conspiracy, 1963),  ianuarie 1971, ISBN 88-429-0012-5
- 4 - Lloyd Biggle, Jr., Furia dall'ignoto (The Fury Out of Time, 1965), februarie 1971, ISBN 88-429-0013-3
- 5 - Astron Del Martia, Il cervello esploso (One Against Time, 1969), martie 1971, ISBN 88-429-0014-1
- 6 - Norman Spinrad, Agente del caos (Agent of Chaos, 1967), aprilie 1971, ISBN 88-429-0015-X
- 7 - Robert Silverberg, Vertice di immortali (To Live Again, 1968), mai 1971, ISBN 88-429-0016-8
- 8 - Philip José Farmer, Il fiume della vita (To Your Scattered Bodies Go, 1971), iulie 1971, ISBN 88-429-0017-6
- 9 - Gordon R. Dickson, Esche nello spazio (The Alien Way, 1965), septembrie 1971, ISBN 88-429-0018-4
- 10 - Frederik Pohl, Passi falsi nel futuro (The Age of the Pussy Foot, 1969), octombrie 1971, ISBN 88-429-0019-2
- 11 - Andre Norton, Riscatto cosmico (Star Guard, 1955), noiembrie 1971, ISBN 88-429-0020-6
- 12 - Philip K. Dick, Illusione di potere (Now Wait for Last Year, 1967), decembrie 1971, ISBN 88-429-0021-4
- 13 - Murray Leinster, L'anonima talenti (Talents Incorporated, 1962),  ianuarie 1972, ISBN 88-429-0022-2
- 14 - Harry Harrison, Largo! Largo! (Make Room! Make Room!, 1966), februarie 1972, ISBN 88-429-0023-0
- 15 - Robert Silverberg, Brivido crudele (Thorns, 1968), martie 1972, ISBN 88-429-0024-9
- 16 - Philip José Farmer, Il figlio del sole (Flesh, 1960), aprilie 1972, ISBN 88-429-0025-7
- 17 - Lloyd Biggle, Jr., Ai margini della galassia (The Still, Small Voices of Trumpets, 1968), mai 1972, ISBN 88-429-0026-5
- 18 - R. A. Lafferty, Maestro del passato (Past Master, 1968), iunie 1972, ISBN 88-429-0027-3
- 19 - Gordon R. Dickson, Tattica dell'errore (The Tactics of Mistake, 1971), iulie 1972, ISBN 88-429-0028-1
- 20 - Philip José Farmer, Alle sorgenti del fiume (The Fabulous Riverboat, 1972), agust 1972, ISBN 88-429-0029-X
- 21 - Lloyd Biggle, Jr., Gli Olz di Branoff IV (The World Menders, 1971), septembrie 1972, ISBN 88-429-0030-3
- 22 - Samuel Delany, Nova  Nova (Nova, 1968), martie 1973, ISBN 88-429-0031-1
- 23 - Gordon R. Dickson, Soldato non chiedere (Soldier, Ask Not, 1967), mai 1973, ISBN 88-429-0032-X
- 24 - Norman Spinrad, Il pianeta Sangre (The Men in the Jungle, 1967), iunie 1973, ISBN 88-429-0033-8
- 25 - Robert Silverberg, Torre di cristallo (Tower of Glass, 1970), agust 1973, ISBN 88-429-0034-6
- 26 - Fritz Leiber, Circumluna chiama Texas (A Spectre Is Haunting Texas, 1968), octombrie 1973, ISBN 88-429-0035-4
- 27 - Gordon R. Dickson, Negromante  (Necromancer, 1962), octombrie 1973, ISBN 88-429-0036-2
- 28 - Philip K. Dick, Noi marziani (Martian Time-Slip, 1964), decembrie 1973, ISBN 88-429-0037-0
- 29 - Colin Kapp, La memoria dello spazio (The Patterns of Chaos, 1972), martie 1974, ISBN 88-429-0038-9
- 30 - Lester Del Rey, Psicoscacco (Pstalemate, 1971), martie 1974, ISBN 88-429-0039-7
- 31 - Alfred Elton van Vogt, Diamondia (The Darkness On Diamondia, 1972), aprilie 1974, ISBN 88-429-0040-0
- 32 - Roger Zelazny, Metamorfosi cosmica (Isle of the Dead, 1969), mai 1974, ISBN 88-429-0041-9
- 33 - Poul Anderson, Mondo rovente (Satan's World, 1968), iunie 1974, ISBN 88-429-0042-7
- 34 - Gordon R. Dickson, Generale genetico (Dorsai!, 1960), septembrie 1974, ISBN 88-429-0043-5
- 35 - Frank Herbert, Creatori di dei (The Godmakers, 1972), octombrie 1974, ISBN 88-429-0044-3
- 36 - Stanisław Lem, L'invincibile (Niezwyciezony i inne opowiadania, 1964), noiembrie 1974, ISBN 88-429-0045-1
- 37 - Ursula K. Le Guin, La falce dei cieli (The Lathe of Heaven, 1971), decembrie 1974, ISBN 88-429-0046-X
- 38 - Poul Anderson, Il mercante delle stelle (Traders to the Stars, 1964), februarie 1975, ISBN 88-429-0047-8
- 39 - Alan Dean Foster, Il mistero del Krang (The Tar-Aym Krang, 1972), martie 1975, ISBN 88-429-0048-6
- 40 - William Walling, Civiltà di prova (No One Goes There Now, 1971), aprilie 1975, ISBN 88-429-0049-4
- 41 - Philip José Farmer, Primo contatto (Traitor to the Living, 1973), mai 1975, ISBN 88-429-0050-8
- 42 - Poul Anderson, La ruota a tre punte (The Trouble Twisters, 1966), iunie 1975, ISBN 88-429-0051-6
- 43 - Lloyd Biggle, Jr., Complotto spaziale (Monument, 1975), iulie 1975, ISBN 88-429-0052-4
- 44 - Frederik Pohl, Cyril M. Kornbluth, Il segno del lupo (Wolfbane, 1959), septembrie 1975, ISBN 88-429-0053-2
- 45 - Robert Wells, Imitazione biologica (Right-Handed Wilderness, 1973), octombrie 1975, ISBN 88-429-0054-0
- 46 - David Gerrold, Ricerca nel cosmo (Space Skimmer, 1972 1975), noiembrie 1975, ISBN 88-429-0055-9
- 47 - David G. Compton, Crononauti (Chronocules, 1970), decembrie 1975, ISBN 88-429-0056-7
- 48 - Jack Vance, Il mondo di Durdane (Anome, 1971),  ianuarie 1976, ISBN 88-429-0057-5
- 49 - James White, Il sogno del millennio (The Dream Millennium, 1974), februarie 1976, ISBN 88-429-0058-3
- 50 - John Brunner, Eclissi totale (Total Eclipse, 1974), martie 1976, ISBN 88-429-0059-1
- 51 - Alan Dean Foster, L'agguato del Vom (Bloodhype, 1973), aprilie 1976, ISBN 88-429-0060-5
- 52 - Jack Vance, Il popolo di Durdane (The Brave Free Men, 1972), mai 1976, ISBN 88-429-0061-3
- 53 - Frederik Pohl, Il passo dell'ubriaco (Drunkard's Walk, 1960), iunie 1976, ISBN 88-429-0062-1
- 54 - Barrington J. Bayley, La caduta di Cronopolis (The Fall of Chronopolis, 1974), iulie 1976, ISBN 88-429-0063-X
- 55 - Bob Shaw, Sfera orbitale (Orbitsville, 1975), septembrie 1976, ISBN 88-429-0064-8
- 56 - Jack Vance, Asutra (Asutra, 1973), octombrie 1976, ISBN 88-429-0065-6
- 57 - M. A. Foster, I guerrieri dell'alba (The Warriors of Dawn, 1975), noiembrie 1976, ISBN 88-429-0066-4
- 58 - Dean R. Koontz, Sonda mentale (A Darkness in My Soul, 1972), decembrie 1976, ISBN 88-429-0067-2
- 59 - Joe Haldeman, Guerra eterna (The Forever War, 1974),  ianuarie 1977, ISBN 88-429-0068-0
- 60 - John Brunner, Conquista del caos (To Conquer Chaos, 1964), februarie 1977, ISBN 88-429-0069-9
- 61 - Edgar Pangborn, La compagnia della gloria (The Company of Glory, 1975), martie 1977, ISBN 88-429-0070-2
- 62 - Ursula K. Le Guin, Il mondo della foresta (The Word for World Is Forest, 1967), aprilie 1977, ISBN 88-429-0071-0
- 63 - Stephen Tall, Astronave Stardust (The Stardust Voyages, 1975), iunie 1977, ISBN 88-429-0072-9
- 64 - Frederik Pohl, Uomo più (Man Plus, 1976), iunie 1977, ISBN 88-429-0073-7
- 65 - Alan Dean Foster, Terra di mezzo (Midworld, 1975), iulie 1977, ISBN 88-429-0074-5
- 66 - Poul Anderson, La guerra degli uomini alati (War of the Wing-Men, 1958), agust 1977, ISBN 88-429-0075-3
- 67 - Larry Niven, Mondo senza tempo (A World Out of Time, 1976), septembrie 1977, ISBN 88-429-0076-1
- 68 - Frederik Pohl, La spiaggia dei pitoni (A Plague of Pythons, 1965), octombrie 1977, ISBN 88-429-0077-X
- 69 - Barrington J. Bayley, Rotta di collisione (Collision Course, 1973), noiembrie 1977, ISBN 88-429-0078-8
- 70 - Luigi Menghini, Reazione a catena, dic 1977, ISBN 88-429-0079-6
- 71 - Robert Silverberg, Il paradosso del passato (Up the Line, 1969),  ianuarie 1978, ISBN 88-429-0080-X
- 72 - John Brunner, Impero interstellare (Interstellar Empire, 1976), februarie 1978, ISBN 88-429-0081-8
- 73 - Dean R. Koontz, La pista dei mutanti (Nightmare Journey, 1975), martie 1978, ISBN 88-429-0082-6
- 74 - Frederik Pohl, Jack Williamson, L'ultima stella (Farthest Star, 1975), aprilie 1978, ISBN 88-429-0083-4
- 75 - Alfred Elton van Vogt, Mente Suprema (Supermind, 1977), mai 1978, ISBN 88-429-0084-2
- 76 - Jack Vance, Maske: Thaery (Maske: Thaery, 1976), iunie 1978, ISBN 88-429-0085-0
- 77/78 - Philip José Farmer, Il grande disegno  Il grande disegno (The Dark Design, 1977), iulie 1978, ISBN 88-429-0086-9
- 79 - Poul Anderson, Mirkheim (Mirkheim, 1977), septembrie 1978, ISBN 88-429-0087-7
- 80 - Algis Budrys, Progetto Terra (Michaelmas, 1977), octombrie 1978, ISBN 88-429-0088-5
- 81 - C. J. Cherryh, I signori delle stelle (Hunter of Worlds, 1977), noiembrie 1978, ISBN 88-429-0089-3
- 82 - Daniela Piegai, Parola di alieno, dic 1978, ISBN 88-429-0090-7
- 83 - John Brunner, Effetto tempo (The Long Result, 1965),  ianuarie 1979, ISBN 88-429-0091-5
- 84 - Ursula K. Le Guin, Il pianeta dell'esilio (Planet of Exile, 1966), februarie 1979, ISBN 88-429-0092-3
- 85 - Robert Silverberg, Mutazione  Mutazione (Downward to the Earth, 1971), martie 1979, ISBN 88-429-0093-1
- 86 - Frank Herbert, Esperimento Dosadi (The Dosadi Experiment, 1977), aprilie 1979, ISBN 88-429-0094-X
- 87 - Virginio Marafante, L'insidia dei Kryan, mai 1979, ISBN 88-429-0095-8
- 88 - Alfred Elton van Vogt, Colosso anarchico (The Anarchist Colossus, 1977), iunie 1979, ISBN 88-429-0096-6
- 89/90 - Gordon R. Dickson, Le nebbie del tempo (Time Storm, 1977), iulie 1979, ISBN 88-429-0097-4
- 91 - Colin Kapp, L'arma del caos (The Chaos Weapon, 1977), septembrie 1979, ISBN 88-429-0098-2
- 92 - Jack Vance, Marune: Alastor 933 (Marune: Alastor 933, 1975), octombrie 1979, ISBN 88-429-0099-0
- 93 - Alan Dean Foster, Stella orfana (Orphan Star, 1977), noiembrie 1979, ISBN 88-429-0100-8
- 94 - Luigi Menghini, Il regno della Nube, dic 1979, ISBN 88-429-0101-6
- 95 - Daniel F. Galouye, Universo senza luce (Dark Universe, 1961),  ianuarie 1980, ISBN 88-429-0102-4
- 96 - William Rotsler, Zandra (Zandra, 1975), februarie 1980, ISBN 88-429-0103-2
- 97 - Joe Haldeman, Ponte mentale (Mindbridge, 1977), martie 1980, ISBN 88-429-0104-0
- 98 - Riccardo Scagnoli, L'ultima frontiera , apr. 1980, ISBN 88-429-0105-9
- 99 - Robert Silverberg, Gli osservatori (Those Who Watch, 1967), mai 1980, ISBN 88-429-0106-7
- 100 - Bob Shaw, Legione spaziale (Who Goes Here?, 1977), iunie 1980, ISBN 88-429-0107-5
- 101 - Barrington J. Bayley, Le vesti di Caean (The Garments of Caean, 1978), iulie 1980, ISBN 88-429-0108-3
- 102 - Alfred Elton van Vogt, Pendulum (Pendulum, 1978), agust 1980, ISBN 88-429-0109-1
- 103 - Daniela Piegai, Ballata per Lima, septembrie 1980, ISBN 88-429-0110-5
- 104 - Jack Vance, I linguaggi di Pao (The Languages of Pao, 1958), octombrie 1980, ISBN 88-429-0111-3
- 105/106 - Poul Anderson, Cronache della Lega Polesotecnica (The Earth Book of Stormgate, 1978), noiembrie 1980, ISBN 88-429-0112-1
- 107 - John Brunner, Dramma d'avanguardia (The Production of Time, 1967),  ianuarie 1981, ISBN 88-429-0113-X
- 108 - Luigi Menghini, L'assedio, februarie 1981, ISBN 88-429-0114-8
- 109 - Jack Vance, Wyst: Alastor 1716 (Wyst: Alastor 1716, 1978), martie 1981, ISBN 88-429-0115-6
- 110 - Robert Silverberg, La civiltà degli eccelsi (Across a Billion Years, 1969), aprilie 1981, ISBN 88-429-0116-4
- 111 - Patrice Duvic, Pesce pilota  (Poisson pilote, 1979), mai 1981, ISBN 88-429-0117-2
- 112 - Alfred Elton van Vogt, Incontri nel cosmo (Cosmic Encounter, 1980), iunie 1981, ISBN 88-429-0118-0
- 113/114 - Philip José Farmer, Il labirinto magico (The Magic Labyrinth, 1980), iulie 1981, ISBN 88-429-0119-9
- 115 - Gordon R. Dickson, L'ora dell'orda (The Hour of the Horde, 1970), septembrie 1981, ISBN 88-429-0120-2
- 116 - Gilda Musa, Fondazione «Id», octombrie 1981, ISBN 88-429-0121-0
- 117 - Joan D. Vinge, La cintura del paradiso (The Outcast of Heaven Belt, 1978), noiembrie 1981, ISBN 88-429-0122-9
- 118 - Ray Cummings, La ragazza ombra (The Shadow Girl, 1946),  ianuarie 1982, ISBN 88-429-0123-7
- 119 - John Brunner, I vendicatori di Carrig (The Avenger of Carrig, 1969), februarie 1982, ISBN 88-429-0124-5
- 120 - Jack Vance, Il principe grigio (The Gray Prince, 1974), martie 1982, ISBN 88-429-0125-3
- 121 - Edmund Cooper, L'uomo della Terza Fase (The Cloud Walker, 1973), aprilie 1982, ISBN 88-429-0126-1
- 122 - Frank Herbert, Creatori di paradisi (The Heaven Makers, 1977), mai 1982, ISBN 88-429-0127-X
- 123 - Luigi Menghini, Il messaggio dei Calten, iunie 1982, ISBN 88-429-0128-8
- 124/125 - Philip José Farmer, Il sole nero (Dark Is the Sun, 1979), iulie 1982, ISBN 88-429-0129-6
- 126 - Alan Dean Foster, La fine della vicenda (The End of the Matter, 1977), septembrie 1982, ISBN 88-429-0130-X
- 127 - Gordon R. Dickson, Lo spirito dei Dorsai (The Spirit of Dorsai, 1979), octombrie 1982, ISBN 88-429-0131-8
- 128 - Poul Anderson, La volpe delle stelle (The Star Fox, 1965), noiembrie 1982, ISBN 88-429-0132-6
- 129 - Marion Zimmer Bradley, I cacciatori della Luna Rossa (Hunters of the Red Moon, 1973), decembrie 1982, ISBN 88-429-0133-4
- 130 - Robert Silverberg, Invasori terrestri (Invaders from Earth, 1958),  ianuarie 1983, ISBN 88-429-0134-2
- 131 - Jack Vance, Miro Hetzel l'investigatore (Galactic Effectuator, 1980), februarie 1983, ISBN 88-429-0135-0
- 132 - Gordon R. Dickson, Il Dorsai perduto (The Lost Dorsai, 1980), martie 1983, ISBN 88-429-0136-9
- 133 - Wilson Tucker, Alla ricerca di Lincoln (The Lincoln Hunters, 1958), martie 1983, ISBN 88-429-0137-7
- 134 - E. C. Tubb, Nati nello spazio (The Space-Born, 1956), aprilie 1983, ISBN 88-429-0138-5
- 135 - Poul Anderson, Il giorno del loro ritorno (The Day of Their Return, 1975), iunie 1983, ISBN 88-429-0139-3
- 136/137 - Gregory Kern, Le missioni di Capitan Ken libero agente spaziale (Galaxy of the Lost, 1973; Slave Ship from Sergan, 1973; Monster of Metalaze, 1973; Enemy within the Skull, 1974), iulie 1983, ISBN 88-429-0140-7
- 138 - Robert Randall, Il pianeta nascosto (The Shrouded Planet, 1957), septembrie 1983, ISBN 88-429-0141-5
- 139 - Barrington J. Bayley, La grande ruota (The Grand Wheel, 1977), octombrie 1983, ISBN 88-429-0142-3
- 140 - Edmund Cooper, Transit  (Transit, 1964), noiembrie 1983, ISBN 88-429-0143-1
- 141 - Robert Randall, La luce dell'alba (The Dawning Light, 1959), decembrie 1983, ISBN 88-429-0144-X
- 142 - Roger Zelazny, Le rocce dell'Impero (Doorways in the Sand, 1975),  ianuarie 1984, ISBN 88-429-0145-8
- 143 - John Brunner, Avvertite il mondo (Give Warning to the World, 1974), martie 1984, ISBN 88-429-0146-6
- 144 - Clifford D. Simak, Il cubo azzurro (Special Deliverance, 1982), aprilie 1984, ISBN 88-429-0147-4
- 145 - Richard Cowper, Un uomo chiamato Magobion (Time Out of Mind, 1973), mai 1984, ISBN 88-429-0148-2
- 146 - Andre Norton, La gemma aliena (The Zero Stone, 1968), iunie 1984, ISBN 88-429-0149-0
- 147 - Philip José Farmer, Il distruttore (The Unreasoning Mask, 1981), iulie 1984, ISBN 88-429-0150-4
- 148 - Nino Filastò, La proposta, septembrie 1984, ISBN 88-429-0151-2
- 149 - Alan Dean Foster, Storia di Flinx (For Love of Mother-Not, 1983), octombrie 1984, ISBN 88-429-0152-0
- 150 - Paul Preuss, Le porte dei cieli (The Gates of Heaven, 1980), noiembrie 1984, ISBN 88-429-0153-9
- 151/152 - Frank Herbert, Il morbo bianco (The White Plague, 1982), decembrie 1984, ISBN 88-429-0154-7
- 153 - Alan Dean Foster, L'incontro con i Thranx (Nor Crystal Tears, 1982), februarie 1985, ISBN 88-429-0155-5
- 154 - Luigi Menghini, Il mio amico Stone, martie 1985, ISBN 88-429-0156-3
- 155 - Joe Haldeman, Jack C. Haldeman II - Scuola di sopravvivenza (There Is No Darkness, 1983), aprilie 1985, ISBN 88-429-0157-1
- 156 - Philip José Farmer, Roger Two Hawks (Two Hawks from Earth, 1979), mai 1985, ISBN 88-429-0158-X
- 157 - C. J. Cherryh, L'orgoglio di Chanur (The Pride of Chanur, 1982), iunie 1985, ISBN 88-429-0159-8
- 158 - Gordon R. Dickson, Il richiamo delle stelle (The Far Call, 1983), iulie 1985, ISBN 88-429-0160-1
- 159 - Harry Harrison, Tunnel negli abissi (A Transatlantic Tunnel, Hurrah!, 1972), septembrie 1985, ISBN 88-429-0161-X
- 160 - Bob Shaw, Ritorno a Orbitsville (Orbitsville Departure, 1983), octombrie 1985, ISBN 88-429-0162-8
- 161 - Frederik Pohl, Gli anni della città (The Years of the City, 1984), noiembrie 1985, ISBN 88-429-0163-6
- 162 - Philip José Farmer, Gli dei del Fiume (The Gods of Riverworld, 1983), decembrie 1985, ISBN 88-429-0164-4
- 163 - Charles Sheffield, Progetto Proteo (Sight of Proteus, 1978),  ianuarie 1986, ISBN 88-429-0165-2
- 164 - Marco Pensante, Il sole non tramonta, februarie 1986, ISBN 88-429-0166-0
- 165 - John Varley, 'Millennium (Millennium, 1983), martie 1986, ISBN 88-429-0167-9
- 166 - Larry Niven, Il popolo dell'anello (The Integral Trees, 1983), aprilie 1986, ISBN 88-429-0168-7
- 167 - Robert Silverberg, L'ora del passaggio (Tom O'Bedlam, 1985), mai 1986, ISBN 88-429-0169-5
- 168 - Philip José Farmer, Il sistema «Dayworld» (Dayworld, 1985), iunie 1986, ISBN 88-429-0170-9
- 169 - Kim Stanley Robinson, Icehenge (Icehenge, 1984), agust 1986, ISBN 88-429-0171-7
- 170 - Michael Bishop, Il segreto degli Asadi (Tranfigurations, 1979), septembrie 1986, ISBN 88-429-0172-5
- 171 - Bruce Sterling, La matrice spezzata (Schismatrix, 1985), octombrie 1986, ISBN 88-429-0173-3
- 172 - Gordon R. Dickson, L'Enciclopedia Finale - 1º (The Final Encyclopedia, 1984), noiembrie 1986, ISBN 88-429-0174-1
- 173 - Gordon R. Dickson, L'Enciclopedia Finale - 2º (The Final Encyclopedia, 1984), noiembrie 1986, ISBN 88-429-0175-X
- 174 - Kate Wilhelm, Il tempo del ginepro (Juniper Time, 1979),  ianuarie 1987, ISBN 88-429-0176-8
- 175 - Paolo Aresi, Oberon. L'avamposto tra i ghiacci, februarie 1987, ISBN 88-429-0177-6
- 176 - David Brin, Il simbolo della rinascita (The Postman, 1985), martie 1987, ISBN 88-429-0178-4
- 177 - Frederik Pohl, L'invasione degli uguali (Coming of the Quantum Cats, 1986), aprilie 1987, ISBN 88-429-0179-2
- 178 - Greg Bear, L'ultima fase (Blood Music, 1985), mai 1987, ISBN 88-429-0180-6
- 179 - Tim Powers, Il palazzo del mutante (Dinner At Deviant's Palace, 1985), iunie 1987, ISBN 88-429-0181-4
- 180 - Gregory Benford, David Brin, Nel cuore della cometa (Heart of the Comet, 1986), iulie 1987, ISBN 88-429-0182-2
- 181 - Brian W. Aldiss, Sam Lundwall editor), Antologia Internazionale di Fantascienza (The Penguin World Omnibus of Science Fiction, 1986), august 1987, ISBN 88-429-0183-0
- 182 - Greg Bear, Eon  (Eon, 1985), septembrie 1987, ISBN 88-429-0184-9
- 183 - Michael Bishop, Occhi di fuoco (Eyes of Fire, 1980), octombrie 1987, ISBN 88-429-0185-7
- 184 - Gordon R. Dickson, L'uomo eterno (The Forever Man, 1986), noiembrie 1987, ISBN 88-429-0186-5
- 185 - Philip José Farmer, Il ribelle di Dayworld (Dayworld Rebel, 1987), decembrie 1987, ISBN 88-429-0187-3
- 186 - Alan Dean Foster, Il pianeta dei ghiacci (Icerigger, 1974), februarie 1988, ISBN 88-429-0188-1
- 187 - Robert Silverberg, L'astro dei nomadi (Star of Gypsies, 1986), martie 1988, ISBN 88-429-0189-X
- 188 - Joan Slonczewski, La difesa di Shora (A Door in the Ocean, 1986), aprilie 1988, ISBN 88-429-0190-3
- 189 - Frank Herbert, La barriera di Santaroga (The Santaroga Barrier, 1967 1968), mai 1988, ISBN 88-429-0191-1
- 190 - Larry Niven, La civiltà dell'anello (The Smoke Ring, 1987), iunie 1988, ISBN 88-429-0192-X
- 191 - Greg Bear, L'ultimatum (The Forge of God, 1987), septembrie 1988, ISBN 88-429-0193-8
- 192 - Michael Swanwick, L'intrigo Wetware (Vacuum Flowers, 1987), octombrie 1988, ISBN 88-429-0194-6
- 193 - Paul J. Mcauley, La torre aliena (Four Hundred Billion Stars, 1988), noiembrie 1988, ISBN 88-429-0195-4
- 194 - Charles Sheffield, Le Guide dell'infinito (Between the Strokes of Night, 1985), decembrie 1988, ISBN 88-429-0196-2
- 195 - Mariangela Cerrino, L'ultima terra oscura, gen 1989, ISBN 88-429-0197-0
- 196 - Alan Dean Foster, Missione a Moulokin (Mission to Moulokin, 1979), februarie 1989, ISBN 88-429-0198-9
- 197 - Gregory Benford, Il manufatto (Artifact, 1985), martie 1989, ISBN 88-429-0199-7
- 198 - John Brosnan, I Signori dell'Aria (The Sky Lords, 1988), aprilie 1989, ISBN 88-429-0200-4
- 199 - Nancy Kress, La città della luce (An Alien Light, 1988), mai 1989, ISBN 88-429-0201-2
- 200 - Greg Bear, Sfida all'eternità (Eternity, 1988), iunie 1989, ISBN 88-429-0202-0
- 201 - John Brunner, L'isola del caos (The Tides of Time, 1984), iulie 1989, ISBN 88-429-0203-9
- 202 - Orson Scott Card, I ribelli di Treason (Treason, 1988), septembrie 1989, ISBN 88-429-0204-7
- 203 - George Alec Effinger, Senza tregua (When Gravity Fails, 1987), octombrie 1989, ISBN 88-429-0205-5
- 204 - Iain M. Banks, La mente di Schar (Consider Phlebas, 1987), noiembrie 1989, ISBN 88-429-0206-3
- 205 - Gordon R. Dickson, La congiura Dorsai (The Chantry Guild, 1988),  ianuarie 1990, ISBN 88-429-0207-1
- 206 - Franco Forte, Gli eretici di Zlatos, februarie 1990, ISBN 88-429-0208-X
- 207 - Alan Dean Foster, L'inferno tra i ghiacci (The Deluge Drivers, 1987), martie 1990, ISBN 88-429-0209-8
- 208 - Lois McMaster Bujold, Gravità zero  Gravità zero (Falling Free, 1988), aprilie 1990, ISBN 88-429-0210-1
- 209 - John Brosnan, I guerrieri dell'aria (War of the Sky Lords, 1989), mai 1990, ISBN 88-429-0211-X
- 210 - Philip José Farmer, La caduta di Dayworld (Dayworld Breakup, 1990), iunie 1990, ISBN 88-429-0212-8
- 211 - Luigi Menghini, Iseneg!, iulie 1990, ISBN 88-429-0213-6
- 212 - Iain M. Banks, L'impero di Azad (The Player of Games, 1988), septembrie 1990, ISBN 88-429-0214-4
- 213 - Alan Dean Foster, Obiettivo Longtunnel (Flinx in Flux, 1988), octombrie 1990, ISBN 88-429-0215-2
- 214 - Christopher Hinz, Il risveglio del Paratwa (Liege Killer, 1987), noiembrie 1990, ISBN 88-429-0216-0
- 215 - Joe Haldeman, Fondazione Stileman (Buying Time, 1989),  ianuarie 1991, ISBN 88-429-0217-9
- 216 - George Alec Effinger, Programma Fenice (A Fire in the Sun, 1989), februarie 1991, ISBN 88-429-0218-7
- 217 - Emma Bull, Falcon  (Falcon, 1989), martie 1991, ISBN 88-429-0219-5
- 218 - Sheri S. Tepper, Pianeta di caccia (Grass, 1989), aprilie 1991, ISBN 88-429-0220-9
- 219 - Joan Slonczewski, Le mura dell'Eden (The Wall Around Eden, 1989), mai 1991, ISBN 88-429-0221-7
- 220 - Greg Bear, La regina degli angeli (Queen of Angels, 1990), iunie 1991, ISBN 88-429-0222-5
- 221 - Pietro Caracciolo, Nel segno del serpente, iulie 1991, ISBN 88-429-0223-3
- 222 - John Brosnan, La fine del dominio (The Fall of the Sky Lords, 1991), septembrie 1991, ISBN 88-429-0224-1
- 223 - Iain M. Banks, La guerra di Zakalwe (Use of Weapons, 1990), octombrie 1991, ISBN 88-429-0225-X
- 224 - Michael F. Flynn, La grande congiura (In the Country of the Blind, 1990), noiembrie 1991, ISBN 88-429-0226-8
- 225 - Bob Shaw, I costruttori di Orbitsville (Orbitsville Judgment, 1990),  ianuarie 1992, ISBN 88-429-0227-6
- 226 - John Brunner, La missione dell'astronave (A Maze of Stars, 1991), februarie 1992, ISBN 88-429-0228-4
- 227 - Christopher Hinz, Generazione Paratwa (Ash Ock, 1989), martie 1992, ISBN 88-429-0229-2
- 228 - Judith Moffett, Incontro con gli Hefn (The Ragged World, 1991), aprilie 1992, ISBN 88-429-0230-6
- 229 - Joe Haldeman, Il paradosso Hemingway (The Hemingway Hoax, 1991), mai 1992, ISBN 88-429-0231-4
- 230 - Paul J. Mcauley, La stella dei precursori (Eternal Light, 1991), iunie 1992, ISBN 88-429-0232-2
- 231 - Giovanna Bonsi, La brigata dell'apocalisse, iulie 1992, ISBN 88-429-0233-0
- 232 - Lois McMaster Bujold, L'eroe dei Vor (Borders of Infinity, 1989), septembrie 1992, ISBN 88-429-0234-9
- 233 - Sheri S. Tepper, La razza perduta (Raising the Stones, 1990), octombrie 1992, ISBN 88-429-0235-7
- 234 - Greg Bear, Il pianeta della vendetta (Anvil of Stars, 1992), noiembrie 1992, ISBN 88-429-0236-5
- 235 - Alan Dean Foster, Guerra senza fine (A Call to Arms, 1991),  ianuarie 1993, ISBN 88-429-0237-3
- 236 - C. J. Cherryh, La sfida di Chanur (Chanur's Venture, 1984), februarie 1993, ISBN 88-429-0238-1
- 237 - George Alec Effinger, Esilio dal Budayeen (The Exiles Kiss, 1991), martie 1993, ISBN 88-429-0239-X
- 238 - Terry Bisson, Viaggio sul Pianeta rosso (Voyage to the Red Planet, 1990), aprilie 1993, ISBN 88-429-0240-3
- 239 - Sheri S. Tepper, Il segreto degli Arbai (Sideshow, 1992), mai 1993, ISBN 88-429-0702-2
- 240 - Christopher Hinz, L'invasione dei Paratwa (The Paratwa, 1991), iunie 1993, ISBN 88-429-0710-3
- 241 - Piero Prosperi, Garibaldi a Gettysburg, iulie 1993, ISBN 88-429-0717-0
- 242 - Leo Frankowski, Le avventure di Conrad Stargard (The Cross-Time Engineer, 1986), septembrie 1993, ISBN 88-429-0719-7
- 243 - Norman Spinrad, Deus X (Deus X, 1992), octombrie 1993, ISBN 88-429-0726-X
- 244 - Iain M. Banks, L'arma finale (Against a Dark Background, 1992), noiembrie 1993, ISBN 88-429-0737-5
- 245 - C. J. Cherryh, La vendetta di Chanur (The Kif Strike Back, 1985),  ianuarie 1994, ISBN 88-429-0748-0
- 246 - John E. Stith, La città sull'orlo del nulla (Manhattan Transfer, 1993), februarie 1994, ISBN 88-429-0751-0
- 247 - Philip José Farmer, Gli avventurieri di Riverworld (Crossing the Dark River, 1992; Up the Bright River, 1993; Coda, 1993), martie 1994, ISBN 88-429-0756-1
- 248 - Paul J. Mcauley, Marte più (Red Dust, 1993), aprilie 1994, ISBN 88-429-0760-X
- 249 - Anne McCaffrey, Elizabeth Moon, I pirati dei pianeti (Sassinak, 1990), mai 1994, ISBN 88-429-0765-0
- 250 - John Varley, La spiaggia d'acciaio (Steel Beach, 1992), iunie 1994, ISBN 88-429-0771-5
- 251 - Leo Frankowski, Sir Conrad Cavaliere del tempo (High-Tech Knight, 1989), iulie 1994, ISBN 88-429-0779-0
- 252 - C. J. Cherryh, Il ritorno di Chanur (Chanur's Homecoming, 1986), septembrie 1994, ISBN 88-429-0780-4
- 253 - Lois McMaster Bujold, Il nemico dei Vor (Brothers in Arm, 1989), octombrie 1994, ISBN 88-429-0786-3
- 254 - Greg Bear, Marte in fuga (Moving Mars, 1993), noiembrie 1994, ISBN 88-429-0794-4
- 255 - Michael Moorcock, Michael Kane il guerriero di Marte (The Warriors of Mars, 1965; Blades of Mars, 1965; The Barbarians of Mars, 1965),  ianuarie 1995, ISBN 88-429-0806-1
- 256 - Leo Frankowski, L'armata degli eroi (The Radiant Warrior, 1989), februarie 1995, ISBN 88-429-0810-X
- 257 - Sean Stewart, Angelo nero (Passion Play, 1992), martie 1995, ISBN 88-429-0814-2
- 258 - C. J. Cherryh, L'eredità di Chanur (Chanur's Legacy, 1992), aprilie 1995, ISBN 88-429-0820-7
- 259 - John Brunner, L'orbita spezzata (The Jagged Orbit, 1969), mai 1995, ISBN 88-429-0824-X
- 260 - Wilhelmina Baird, FilmLive. Contratto mortale (Crashcourse, 1993), iunie 1995, ISBN 88-429-0831-2
- 261 - Nicola Fantini, La variabile Berkeley, iulie 1995, ISBN 88-429-0838-X
- 262 - J. R. Dunn, Chip Runner (This Side of Judgement, 1994), septembrie 1995, ISBN 88-429-0842-8
- 263 - Iain M. Banks, Criptosfera (Feersum Endjinn, 1994), octombrie 1995, ISBN 88-429-0848-7
- 264 - Greg Egan, La Terra moltiplicata (Quarantine, 1992), noiembrie 1995, ISBN 88-429-0860-6
- 265 - Leo Frankowski, La valle del massacro (The Flying Warlord, 1989),  ianuarie 1996, ISBN 88-429-0875-4
- 266 - John Brunner, Rete globale (Codice 4GH) (The Shockwave Rider, 1975), februarie 1996, ISBN 88-429-0881-9
- 267 - Lois McMaster Bujold, L'onore dei Vor (Shards of Honor, 1986), martie 1996, ISBN 88-429-0887-8
- 268 - Paul Di Filippo, Steampunk (The Steampunk Trilogy, 1995), aprilie 1996, ISBN 88-429-0893-2
- 269 - Richard Calder, Virus ginoide (Dead Girls, 1992), mai 1996, ISBN 88-429-0900-9
- 270 - Greg Bear, Controevoluzione (Legacy, 1995), iunie 1996, ISBN 88-429-0907-6
- 271 - Alessandro Vietti, Cyberworld, iulie 1996, ISBN 88-429-0915-7
- 272 - Leo Frankowski, L'ultima crociata di Conrad Stargard (Lord's Conrad Lady, 1990), septembrie 1996, ISBN 88-429-0935-1
- 273 - Charles L. Harness, La legge della creazione (The Ring of Ritornel, 1968), octombrie 1996, ISBN 88-429-0930-0
- 274 - Lois McMaster Bujold, La spia dei Dendarii (Ethan of Athos, 1986), noiembrie 1996, ISBN 88-429-0936-X
- 275 - Anne McCaffrey, Jody Lynn Nye, Effetto criogenico (The Death of Sleep, 1990),  ianuarie 1997, ISBN 88-429-0943-2
- 276 - Charles Ingrid, L. A. Zona mutante (The Marked Man, 1989), februarie 1997, ISBN 88-429-0948-3
- 277 - Charles Sheffield, Caccia a Nimrod (The Mind Pool, 1993), martie 1997, ISBN 88-429-0952-1
- 278 - Michael Bishop, Il tempo è il solo nemico (No Enemy But Time, 1982), aprilie 1997, ISBN 88-429-0958-0
- 279 - Mike Resnick, Nell'abisso di Olduvai (Seven Views of Olduvai Gorge, 1994), aprilie 1997, ISBN 88-429-0963-7
- 280 - Iain M. Banks, L'altro universo (Excession, 1996), iunie 1997, ISBN 88-429-0970-X
- 281 - Frederik Pohl, Alla fine dell'arcobaleno (Starburst, 1982), iulie 1997, ISBN 88-429-0835-5
- 282 - James Morrow, Il ribelle di Veritas (City of Truth, 1990), septembrie 1997, ISBN 88-429-0856-8
- 283 - Christopher Evans, Agenti della Noosfera (Mortal Remains or Heirs of the Noosphere, 1995), octombrie 1997, ISBN 88-429-0982-3
- 284 - W. Michael Gear, L'enigma di Star's Rest (The Artifact, 1990), noiembrie 1997, ISBN 88-429-0990-4
- 285 - Anne McCaffrey, Jody Lynn Nye, Generazione guerrieri (Generation Warrior, 1991),  ianuarie 1998, ISBN 88-429-1003-1
- 286 - Frederik Pohl, Guerra fredda (The Cool War, 1979), februarie 1998, ISBN 88-429-1032-5
- 287 - Stephen M. Baxter, Infinito (Timelike Infinity, 1992), martie 1998, ISBN 88-429-1012-0
- 288 - Barry N. Malzberg, Leslie Blount il messaggero (The Men Inside, 1973), aprilie 1998, ISBN 88-429-1040-6
- 289 - Fritz Leiber, L'esperimento di Daniel Kesserich (The Dealings of Daniel Kesserich. A Study of the Mass-Insanity at Smithville, 1997), mai 1998, ISBN 88-429-1021-X
- 290 - Paul J. McAuley, Fairyland  (Fairyland, 1995), iunie 1998, ISBN 88-429-1026-0
- 291 - Paolo Aresi, Il giorno della sfida, iulie 1998, ISBN 88-429-1033-3
- 292 - Piergiorgio Nicolazzini editor), Strani universi (antologia), septembrie 1998, ISBN 88-429-1035-X
- 293 - Daniel F. Galouye, Simulacron (Simulacron 3, 1964, 1976), octombrie 1998, ISBN 88-429-1041-4
- 294 - Frederik Pohl, Il pianeta Jem. La costruzione di un'utopia (Jem. The Making of a Utopia, 1979), noiembrie 1998, ISBN 88-429-1051-1
- 295 - Ian Watson, Riflusso  Riflusso (The Embedding, 1973),  ianuarie 1999, ISBN 88-429-1064-3
- 296 - Ursula K. Le Guin, Il mondo di Rocannon (Rocannon's World, 1964, 1966), februarie 1999, ISBN 88-429-1071-6
- 297 - Alan Dean Foster, Flinx nella terra di mezzo (Mid-Flinx, 1995), martie 1999, ISBN 88-429-1077-5
- 298 - Ian Watson, L'enigma dei visitatori (La doppia faccia degli UFO) (Miracle Visitors, 1978), aprilie 1999, ISBN 88-429-1083-X
- 299 - Paul J. McAuley, Il ragazzo del fiume (Child of the River, 1997), mai 1999, ISBN 88-429-1088-0
- 300 - Norman Spinrad, Tra due fuochi  Tra due fuochi (A World Between, 1979), iunie 1999, ISBN 88-429-1094-5
- 301 - AA. VV., La guerra nelle galassie (antologia), iulie 1999, ISBN 88-429-1100-3
- 302 - Piergiorgio Nicolazzini editor), Strani universi 2 (antologie), septembrie 1999, ISBN 88-429-1101-1
- 303 - Alessandro Vietti, Il codice dell'invasore, octombrie 1999, ISBN 88-429-1105-4
- 304 - Theodore Sturgeon, Lo scrigno delle 15 perle (Sturgeon Is Alive and Well..., 1971), noiembrie 1999, ISBN 88-429-1113-5
- 305 - Brian M. Stableford, Nel vortice di Alcione (The Halcyon Drift, 1972),  ianuarie 2000, ISBN 88-429-1122-4
- 306 - Paul J. McAuley, Il Mercenario di Confluence (Ancient of Days, 1998), februarie 2000, ISBN 88-429-1126-7
- 307 - Damien Broderick, Sull'orlo del ciclone (The Dreaming Dragons. A Time opera, 1980), martie 2000, ISBN 88-429-1130-5
- 308 - Piers Anthony, La sfida finale. Nel grande cerchio (Sos the Rope, 1968), aprilie 2000, ISBN 88-429-1135-6
- 309 - Richard Cowper, La generazione del crepuscolo. Il tramonto di Briareo (The Twilight of Briareus, 1974), mai 2000, ISBN 88-429-1139-9
- 310 - Paul J. McAuley, Yama di Confluence (Shrine of Stars, 1999), iunie 2000, ISBN 88-429-1142-9
- 311 - Stephen Bury, CobWeb: Il complotto (The Cobweb, 1996), noiembrie 2000, ISBN 88-429-1146-1
- 312 - Bernard Wolfe, Limbo: Il sistema «Immob» (Limbo, 1952), decembrie 2000, ISBN 88-429-1147-X
- 313 - Marco Della Corte, Trenta giorni, februarie 2001, ISBN 88-429-1162-3
- 314 - Eric Frank Russell, Symbiotica e altre storie (antologia), martie 2001, ISBN 88-429-1163-1
- 315 - Joan D. Vinge, Occhi d'ambra e altre storie (Eyes of Amber, 1977; Fireship, 1978; Phoenix in Ashes, 1978), aprilie 2001, ISBN 88-429-1173-9
- 316 - Francesco Puggioni, L'intercettore, mag 2001, ISBN 88-429-1176-3
- 317 - M. A. Foster, I guerrieri dell'alba (The Warriors of Dawn, 1975), iunie 2001, ISBN 88-429-1182-8
- 318 - Greg Bear, Zero assoluto (Heads, 1990), septembrie 2001, ISBN 88-429-1188-7
- 319 - Piergiorgio Nicolazzini editor), L'universo Cyber 1 (antologie), octombrie 2001, ISBN 88-429-1189-5
- 320 - Piergiorgio Nicolazzini editor), L'universo Cyber 2 (antologie), noiembrie 2001, ISBN 88-429-1190-9
- 321 - John Shirley, L'era dei miracoli (The Silicon Embrace, 1996),  ianuarie 2002, ISBN 88-429-1192-5
- 322 - Fabio Novel, Scatole Siamesi. Il fattore Freedom, februarie 2002, ISBN 88-429-1201-8
- 323 - Piergiorgio Nicolazzini editor), L'universo Cyber 3 (antologie), martie 2002, ISBN 88-429-1203-4
- 324 - Patricia Anthony, Il fuoco divino (God's Fires, 1997), aprilie 2002, ISBN 88-429-1206-9
- 325 - Alfred Bester, Connessione Computer (The Computer Connection, 1975), mai 2002, ISBN 88-429-1211-5
- 326 - Olaf Stapledon, Sirius  (Sirius: A Fantasy of Love and Discord, 1944), iunie 2002, ISBN 88-429-1213-1
- 327 - Christopher Rowley, Vang. La forma militare (The Vang: The Military Form, 1998), septembrie 2002, ISBN 88-429-1220-4
- 328 - Alan Dean Foster, Filogenesi (Philogenesis, 1999), octombrie 2002, ISBN 88-429-1221-2
- 329 - Vernor Vinge, Il vero nome (True Names, 1981),  ianuarie 2003, ISBN 88-429-1240-9
- 330 - Alan Dean Foster, Incontri pericolosi (Dirge, 2000), martie 2003, ISBN 88-429-1246-8
- 331 - Frank Herbert, Progetto 40 (Hellstrom's Hive, 1972), mai 2004, ISBN 88-429-1258-1
- 332 - Vernor Vinge, Ted Chiang, Michael Swanwick, premiul Hugo 2002 (Fast Times at Fairmont High, Hell Is the Absence of God, The Dog Said Bow-Wow, 2001), aprilie 2003, ISBN 88-429-1264-6
- 333 - James Tiptree, Jr., E sarà la luce (Brightness Falls from the Air, 1985), iunie 2003, ISBN 88-429-1276-X
- 334 - Christopher Rowley, Guerra per l'eternità (The War for Eternity, 1983), octombrie 2003, ISBN 88-429-1275-1
- 335 - John C. Wright, L'età dell'oro (The Golden Age, 2002),  ianuarie 2004, ISBN 88-429-1295-6
- 336 - Lois McMaster Bujold, Immunità diplomatica (Diplomatic Immunity, 2002), aprilie 2004, ISBN 88-429-1304-9
- 337 - John C. Wright, Phoenix (The Phoenix Exultant, 2003),  ianuarie 2005, ISBN 88-429-1304-9
- 338 - John C. Wright, La luce del millennio (The Golden Trascendence, 2003), iunie 2005, ISBN 88-429-1446-0
- 339 - Vernor Vinge, Tutti i racconti/1 (The Collected Stories of Vernor Vinge), octombrie 2006, ISBN 88-429-1447-9
- 340 - Vernor Vinge, Tutti i racconti/2 (The Collected Stories of Vernor Vinge), februarie 2007, ISBN 88-429-1469-X

## Legături externe
- Cosmo Argento la fantascienza.com

## Vezi și
- Fantacollana
- 1970 în științifico-fantastic
- 2007 în științifico-fantastic
- Științifico-fantasticul în Italia